# Explorer of the Seas
L’Explorer of the Seas est un paquebot de croisière de classe Voyager de la Royal Caribbean Cruise Line.

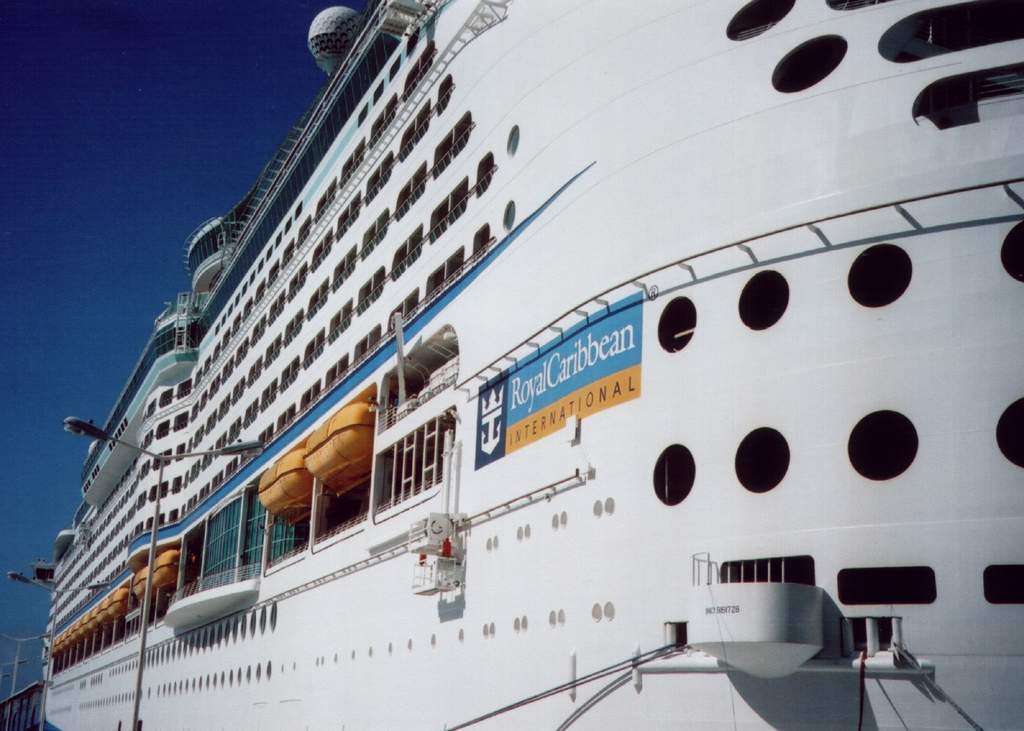
Détails.